# Un fou ?
Un fou ? est une nouvelle écrite par Guy de Maupassant et publiée initialement dans le quotidien Le Figaro du 1er septembre 1884.

## Résumé
« Quand on me dit : "Vous savez que Jacques Parent est mort fou dans une maison de santé" »

Un soir, Jacques Parent fait au narrateur la démonstration de ses pouvoirs de psychokinèse.
Celui-ci va démontrer au narrateur le pouvoir qu'il a acquis mystérieusement lors de la fusion avec une entité mystérieuse!

## Nouvelle homonyme
La nouvelle Un fou ? ne doit pas être confondue avec Un fou, parue en 1885.

## Éditions
- Le Figaro, 1884
- Œuvres complètes de Guy de Maupassant, Paris, Louis Conard, 1907.
- Un fou ?, dans Misti, recueil de vingt nouvelles de Maupassant, Éditions Albin Michel, Le Livre de poche no 2156, 1967.
- Maupassant, contes et nouvelles, tome II, texte établi et annoté par Louis Forestier, Bibliothèque de la Pléiade, éditions Gallimard, 1979.